# Marsopstraße 6 (München)

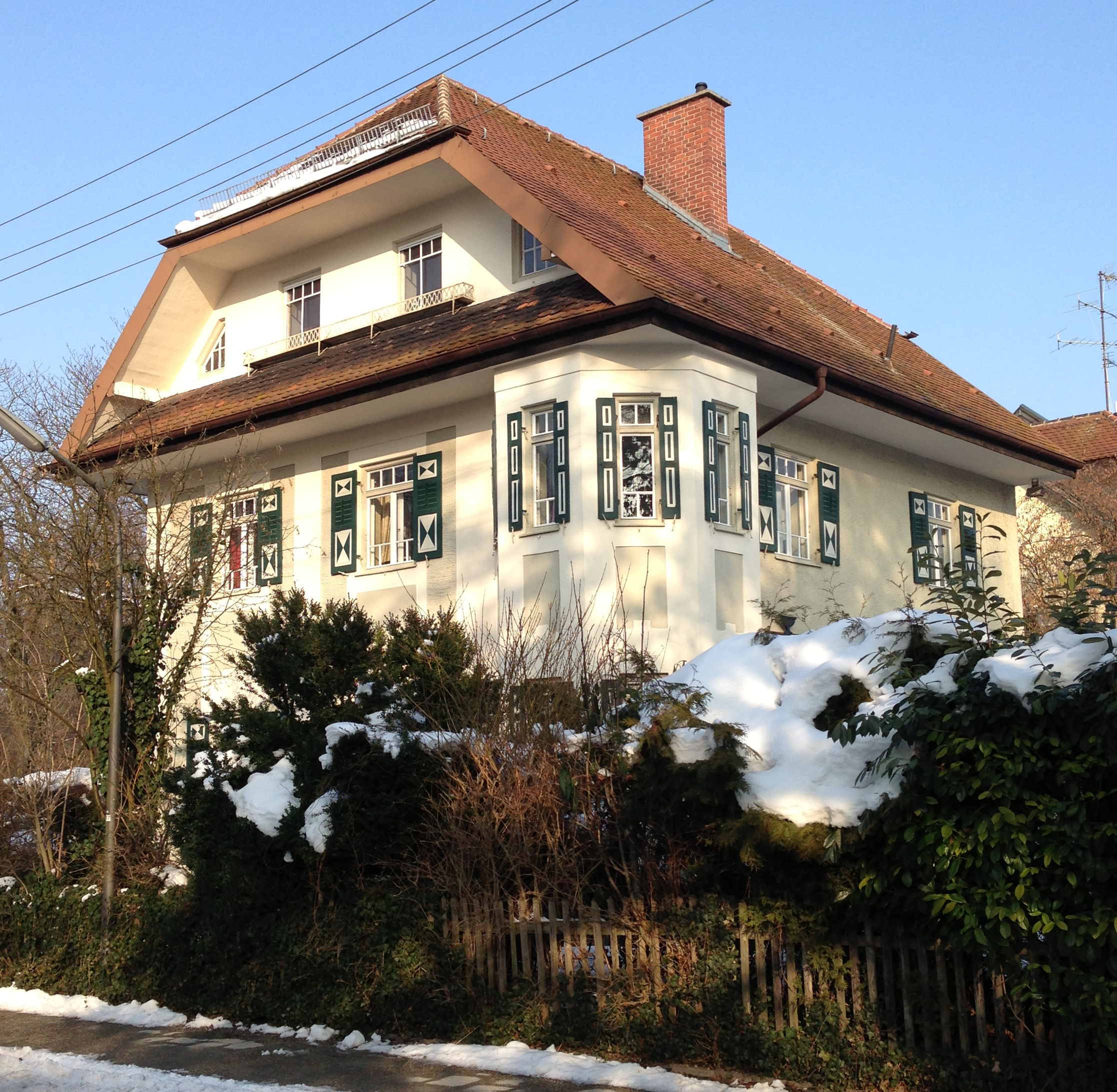
Villa Marsopstraße 6 im Stadtteil Obermenzing von München

Das Gebäude Marsopstraße 6 im Stadtteil Obermenzing der bayerischen Landeshauptstadt München wurde 1907 errichtet. Die Villa in Ecklage, die zur zweiten Phase der Bebauung der Villenkolonie Pasing I gehört, ist ein geschütztes Baudenkmal.
Der zweigeschossige Krüppelwalmdachbau mit Klebdach, Putzfassade mit polygonalem Eckerker, Anbauten und Holzbalkon, wurde im reformierten Heimatstil von Ulrich Merk für August Exter errichtet.